# Chris Makepeace
Chris Makepeace, né le 22 avril 1964  à Montréal (Canada), est un acteur et producteur canadien.

## Filmographie

### Au cinéma
- 1979 : Arrête de ramer, t'es sur le sable (Meatballs) : Rudy
- 1980 : My Bodyguard de Tony Bill : Clifford Peache
- 1981 : Course à mort : Ring McCarthy
- 1984 : The Oasis : Matt
- 1985 : Le Jeu du faucon (The Falcon and the Snowman) : David Lee
- 1986 : Vamp : Keith
- 1987 : Prison de verre (Captive Hearts) : Lieutenant Robert
- 1988 : Aloha Summer : Mike Tognetti
- 1995 : Brain Transplantation (Memory Run) de Allan A. Goldstein : Andre Fuller
- 1998 : Short for Nothing : Glen
- 2001 : Full Disclosure (vidéo) : Pilot

### À la télévision
- 1974 : The Ottawa Valley (TV)
- 1982 : The Mysterious Stranger (TV) : August Feldner
- 1982 : Les Monstres du labyrinthe (Mazes and Monsters) (TV): Jay Jay Brockway
- 1983 : The Terry Fox Story (TV) : Darrell Fox
- 1985 : The Undergrads (TV) : Dennis `Jody' Adler
- 1996 : Le Mensonge de Noël (Christmas in My Hometown) (TV) : Joe Marsdon